# Aggrecano
L'aggrecano, conosciuto anche come CSPCP (Cartilage-Specific Proteoglycan Core Protein), è un proteoglicano, codificato dal gene ACAN.
Il suo nucleo (core o "asse proteico") è una proteina di grandi dimensioni cui sono attaccate lunghe code di glicosamminoglicani come il condroitin solfato e il cheratan solfato, a formare una struttura simile a un'infiorescenza a spiga.
La sua massa molecolare è compresa tra 1×106 e 3×106 u. È presente nella matrice extracellulare delle cartilagini, dove la sua capacità di assorbire grandi quantità di acqua risulta assai utile a sopportare la compressione cui tipicamente esse sono sottoposte.